# Hans Altmann (Jurist)
Hans Georg Altmann (* 2. Oktober 1897 in Berlin; † 27. Mai 1981 in West-Berlin) war ein deutscher Jurist.

Hans Altmann, 1918

## Familie
Hans Georg Altmann wuchs in Berlin-Lichterfelde als Sohn des Juristen und hohen Ministerialbeamten des preußischen Kultusministeriums Friedrich Altmann und dessen Ehefrau Antonie geb. Leonhard (1872–1920) auf. Die Ehe schloss er mit Ingeborg geb. Nonnemann (1905–1944), ihr entstammen 2 Söhne (Klaus und Dietrich) und eine Tochter (Christine).
Margaret Altmann wurde als jüngere Schwester von Hans Georg geboren und sie haben mit Ulrich und Berthold Altmann gemeinsame Urgroßeltern.

## Werdegang
Altmann absolvierte zunächst eine Banklehre. Die anschließende Tätigkeit als Bankkaufmann diente zur Finanzierung seines späteren Studiums der Rechtswissenschaften, da seine Eltern früh verstorben waren. Den Ersten Weltkrieg musste er von 1915 bis 1920 als Soldat und Offizier erleben. Nach dem Studium trat er in den Berliner Justizdienst als Assessor ein. Da die väterliche  Großmutter und der mütterliche Großvater jüdischer Abstammung waren, wurde er 1935 als Amtsgerichtsrat pensionslos entlassen, arbeitete wieder als Bankkaufmann und wurde 1945 wieder in den Justizdienst eingestellt. Ab 1949 war er Kammergerichtsrat am Kammergericht.
Seit 1945 war er fast 30 Jahre lang Ältester der evangelischen Kirchengemeinde Berlin-Lichterfelde, ab 1949 Mitglied der Provinzialsynode  der Evangelischen Kirche in Berlin-Brandenburg und seit 1952 Mitglied der Kirchenleitung. In dieser Funktion wurde er 1954 auch in die Synode der EKD gesandt.
Von Anfang 1962 bis 1973 war er Präses der Regionalen Synode in West-Berlin.

## Ehrungen
- 1973: Großes Verdienstkreuz der Bundesrepublik Deutschland[4]